# Efferia luna
Efferia luna är en tvåvingeart som beskrevs av Wilcox 1966. Efferia luna ingår i släktet Efferia och familjen rovflugor. Inga underarter finns listade i Catalogue of Life.